# Leberecht Uhlich

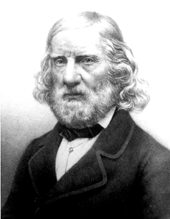
Leberecht Uhlich

Johann Jacob Markus Leberecht Uhlich (* 27. Februar 1799 in Köthen (Anhalt); † 23. März 1872 in Magdeburg) war Theologe, Begründer der Lichtfreunde und Mitbegründer der Freireligiösen Bewegung.

## Leben

### Ausbildung
Der als Sohn des Schneiderehepaares Johann Christlieb Leberecht Uhlich und Maria Elisabeth Heitmann geborene Leberecht Uhlich besuchte zunächst in seiner Heimatstadt die Schule. Seine familiären Verhältnisse waren einfach, obgleich ihm seine Eltern durch ihre Anstellung bei der adligen Familie Pfister einen Einblick in die herrschaftliche Welt ermöglichten. Bereits in der Schule kam er in Kontakt mit dem von der Aufklärung (Immanuel Kant) formulierten Rationalismus. Ein Schulaufsatz mit dem Titel: „Über den Unterschied des Katholizismus und Protestantismus“ (Stadtarchiv Magdeburg) belegt den Einfluss, den der Rationalismus auf ihn genommen hat. Uhlich studierte ab Mai 1817 Theologie an der Universität Halle, die er wegen ihrer Ausrichtung auf den theologischen Rationalismus gewählt hatte. Seine Aufmerksamkeit schenkte er dort besonders den Professoren Julius August Ludwig Wegscheider (1771–1849), Wilhelm Gesenius (1786–1842) und August Hermann Niemeyer (1754–1828).

### Pfarrer in Diebzig und Pömmelte

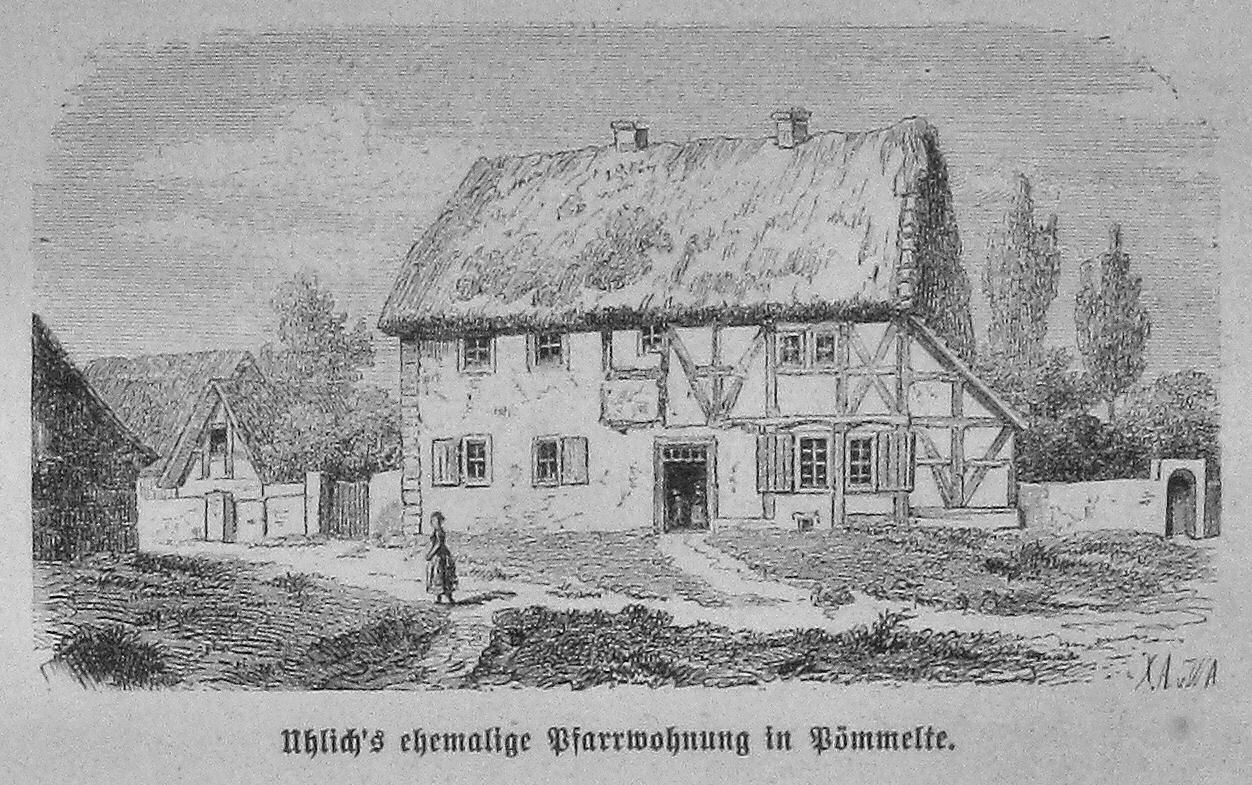
Wohnung in Pömmelte aus Die Gartenlaube 1873

Uhlich ging dann zurück in seine Heimatstadt Köthen und war hier von 1820 bis 1824 als Lehrer tätig. 1824 erhielt er im nahen Diebzig (Anhalt) seine erste Anstellung als Pfarrer. Nach dem Übertritt von Herzog Ferdinand von Anhalt-Köthen zum Katholizismus bekannte sich Uhlich klar zum Protestantismus. Da er eine Förderung danach nicht mehr zu erwarten hatte, wechselte er in die preußische Landeskirche und wurde 1827 Pfarrer in Pömmelte. Hier wurde auch seine Tochter, die spätere Schriftstellerin und Frauenrechtlerin Clara Wilhelmine Uhlich, geboren. Er war dort ein beliebter und engagierte Pfarrer, der aufgrund seines Engagements sogar eher für einen Pietisten gehalten wurde. In der Öffentlichkeit war er praktisch unbekannt. Er veranstaltete abendliche gutbesuchte Bibelstunden. Die Teilnehmer konnten frei alle religiösen und kirchenpolitischen Fragen ansprechen.

### Gründung der Lichtfreunde
Seine jedoch tatsächlich rationalistische Glaubensauffassung brachte ihn in einen Gegensatz zum verbreiteten Pietismus. In Zusammenhang mit dem Magdeburger Bilderstreit, bei welchem der ebenfalls rationalistische Pfarrer Wilhelm Franz Sintenis (1794–1859) harte Disziplinarmaßnahmen erlitt, gründete Uhlich am 29. Juni 1841 in Gnadau den Verein der Protestantischen Freunde, der als die Lichtfreunde bezeichnet wurde. Der zunächst nur mit 15 weiteren Pfarrern als innerkirchliche Opposition gegründete Verein gewann bald auch unter Laien sehr stark an Einfluss und wurde zu einer Massenbewegung. Vor allem durch den Einsatz Uhlichs entstanden innerhalb weniger Jahre in der preußischen Provinz Sachsen, aber auch in anderen Regionen, örtliche Vereine der Lichtfreunde. Seit 1842 gab Uhlich auch die Blätter für christliche Erbauung heraus.
In der Vorzeit der deutschen Märzrevolution von 1848 wurde der Verein zunehmend politischer. Unter Gustav Adolf Wislicenus aus Halle (Saale) bildete sich innerhalb des Vereins ein demokratisch-aktionistischer Flügel. Obwohl Uhlich Bedenken vor der staatlichen und kirchlichen Reaktion hatte, solidarisierte er sich mit Wislicenus. In verschiedenen Broschüren wurde Uhlich daraufhin vorgeworfen, ein eidbrüchiger Theologe zu sein, der das Christentum bereits verlassen habe. Hiergegen wehrte sich Uhlich in seinem Werk Bekenntnisse aus dem Jahr 1845. Er fasste dort seine liberale, rationalistische Haltung zusammen. Das Werk beeinflusste die evangelische Provinzialsynode von 1844 und die preußische Generalsynode von 1846 deutlich.
Diese Auseinandersetzung gab der Bewegung weiteren Auftrieb. Auf Versammlungen im Jahr 1845 sprach Uhlich teilweise bereits vor mehreren tausend Menschen. Vor diesem Hintergrund erfolgte am 10. August 1845 ein Verbot der Versammlungen der Lichtfreunde in Preußen.

### Pfarrer an der Sankt-Katharina-Kirche in Magdeburg
Anhänger der Lichtfreundebewegung innerhalb der Magdeburger Bürgerschaft setzten dann gegen die Kirchenleitung durch, dass Uhlich ab dem 1. Oktober 1845 auf die unbesetzte zweite Predigerposition an der Magdeburger Sankt-Katharinen-Kirche berufen wurde. Uhlich nutzte das ihm so gegebene Forum zur stärker werdenden Kritik am preußischen Kirchen- und Staatssystem. Seine Predigten erfreuten sich großen Zuspruchs. Die Kirche war häufig überfüllt und konnte die begeisterten Zuhörer zum Teil nicht alle fassen.

#### Uhlichs Predigten und Glaube
Uhlichs Erfolg war auch in seiner anschaulichen, volksnahen Sprache begründet. Er beschränkte sich auch nicht auf die Zitierung von Bibelstellen, sondern zog Beispiele aus dem Lebensalltag heran. Inhaltlich wich Uhlich an mehreren Punkten in rationalistischer Weise von der geltenden Kirchendoktrin ab. So war nach ihm keine Erlösung durch den Tod Jesu erfolgt. Jesus war für ihn nur ein Mensch und nicht der Sohn Gottes. Auch bestritt er die im Neuen Testament dargestellten Wunder und erklärte sie mit natürlichen Begebenheiten.

#### Amtsenthebung
Wie bereits in seiner Zeit in Pömmelte veranstaltete Uhlich, der sich auch stark im örtlichen Vereinsleben engagierte, ab Oktober 1846 in seinen Privaträumen sogenannte Abendversammlungen. Wegen ihrer oppositionellen Tendenzen wurden diese Versammlungen bereits am 20. Dezember 1846 von staatlicher Seite verboten, später jedoch mit der Auflage, keine kirchenpolitischen Diskussionen zu führen, wieder zugelassen. Uhlich reagierte darauf mit einer stärkeren Betonung seiner Ansichten. Es kam zu einer ständigen Missachtung der kirchlichen Liturgie. Der bereits bestehende Konflikt mit dem kirchlichen Konsistorium unter Konsistorialpräsident Carl Friedrich Göschel wurde so verschärft. Ende 1846 entschloss sich die Kirchenleitung, gegen Uhlich vorzugehen; es wurde eine Disziplinaruntersuchung eingeleitet. Uhlich wurde aufgefordert, seine Vorträge, seine religiösen Anschauungen und die Abweichungen von der vorgeschriebenen Liturgie darzulegen. Erst nach mehreren Mahnungen kam Uhlich der Aufforderung nach. Von besonderer Bedeutung war dann die Osterpredigt 1847. Uhlich predigte hier, nach gängiger rationalistischer Sicht, dass es sich bei dem Tod Jesu nur um einen Scheintod gehandelt habe. Da auch die Abweichungen von der Liturgie fortgesetzt wurden, erfolgte am 13. September 1847 die Amtsenthebung Uhlichs wegen „grober Verletzung gegen die Kirchenordnung“. Weite Kreise der Bevölkerung unterstützten Uhlich. Aus Angst vor Ausschreitungen erfolgte die Amtsenthebung bei Abwesenheit Uhlichs aus Magdeburg. Als Uhlich wieder auf dem Bahnhof der Stadt ankam, wurde er von 10.000 Menschen begrüßt und zu seiner Wohnung geleitet. Liberale Stadtverordnete beantragten die Verleihung der Ehrenbürgerwürde an Uhlich. Oberbürgermeister August Wilhelm Francke lehnte dies jedoch ab. Die Kirchenältesten, Stadtverordnete und Magistrat der Stadt setzten sich beim König Friedrich Wilhelm IV. für eine Aufhebung dieser Entscheidung ein, jedoch ohne Erfolg. Der König hatte selbst im Hintergrund die Entlassung mitbetrieben.

### Prediger der Freien Gemeinde Magdeburg
Nachdem die negative Entscheidung bekannt geworden war, traten am 29. November 1847 112 Personen gleichzeitig aus der preußischen Landeskirche aus. Sie gründeten die Freie Gemeinde Magdeburg und baten Uhlich, die Position als Prediger anzunehmen. Daraufhin erklärte auch Uhlich seinen Austritt aus der Landeskirche und wurde Prediger der freien Gemeinde. Anfang 1848 gehörten dieser Gemeinde bereits 8000 Menschen an. Es war somit die größte freie Gemeinde in Deutschland entstanden. Durch Konsistorialpräsident Göschel und Polizeipräsident Ludwig von Kamptz wurde von kirchlicher und staatlicher Seite versucht, der Gemeinde mit drastischen Mitteln entgegenzuwirken. Dies führte zu einer weiteren Anheizung der gespannten Stimmung in der Stadt, mit dem Ergebnis, dass am 15./16. März 1848 auch in Magdeburg die Revolution begann.

### Symbol der Märzrevolution
Vater Uhlich wurde zum regionalen, auf Mäßigung bedachten Symbol der Revolution. Am 18. März 1848 wurde Uhlich doch zum Ehrenbürger Magdeburgs ernannt. Auch die Stadt Haldensleben ernannte ihn zum Ehrenbürger. Für den Kreis Neuhaldensleben gehörte Uhlich der preußischen Nationalversammlung an. Uhlich setzte sich hier für eine demokratische konstitutionelle Monarchie ein und wurde dem linken Zentrum zugerechnet. Obwohl Uhlich somit starke politische und soziale Veränderungen anstrebte, lehnte er radikale und gewaltsame Aktionen ab.
Nach der Auflösung des Parlaments kehrte er nach Magdeburg zurück. Er schloss sich gemeinsam mit Mitstreitern aus der Freien Gemeinde dem zur Abwehr der Konterrevolution gegründeten Verein zur Wahrung der Volksrechte an.

### Wirken und Glaube nach Scheitern der Revolution
Die Freie Gemeinde hatte sich unter dem zweiten Prediger Heinrich Sachse noch radikalisiert. Auch Uhlich legte nach und nach seinen Glauben an einen persönlichen Gott und die Unsterblichkeit ab. Er vertrat eine Religion der reinen Menschlichkeit.
Nach dem Scheitern der Revolution sammelte Uhlich Geld für in die Schweiz geflohene Gesinnungsgenossen. Die Gemeinde und auch Uhlich waren starken Repressionen ausgesetzt. Uhlich wurde ständig wegen Nichtigkeiten angeklagt. In einem ersten Prozess wegen Majestätsbeleidigung wurde er freigesprochen. Es folgten jedoch noch 15 weitere Prozesse, die zum Teil mit Geld- oder Haftstrafen endeten.
Uhlich unterstützte mit seinem privaten, gerade geerbten Vermögen die Freie Gemeinde, um ein Gemeindehaus zu errichten. Die Gemeinde wurde jedoch 1856 nach langwierigen Gerichtsprozessen als Politischer Umsturzverein verboten. Zwar wurde die Gemeinde bereits 1859 neugegründet, konnte jedoch nicht mehr an ihre Bedeutung aus den Vormärztagen anschließen. 1861 zählte sie 1090 Mitglieder.
Uhlich setzte sich 1859 für die Gründung des Bundes der Freireligiösen Gemeinden ein. Zwar verarmt, blieb er jedoch populär und wurde auch auf Vortragsreisen durch Europa eingeladen.
Er verfasste noch diverse religiöse und pädagogische Abhandlungen und engagierte sich in Bildungs- und Arbeiterbildungsvereinen. So hatte er seit 1867 den Vorsitz des Arbeiterbildungsvereins Germania inne.
Er verstarb 1872 nach kurzer Krankheit.

## Beisetzung und Ehrung

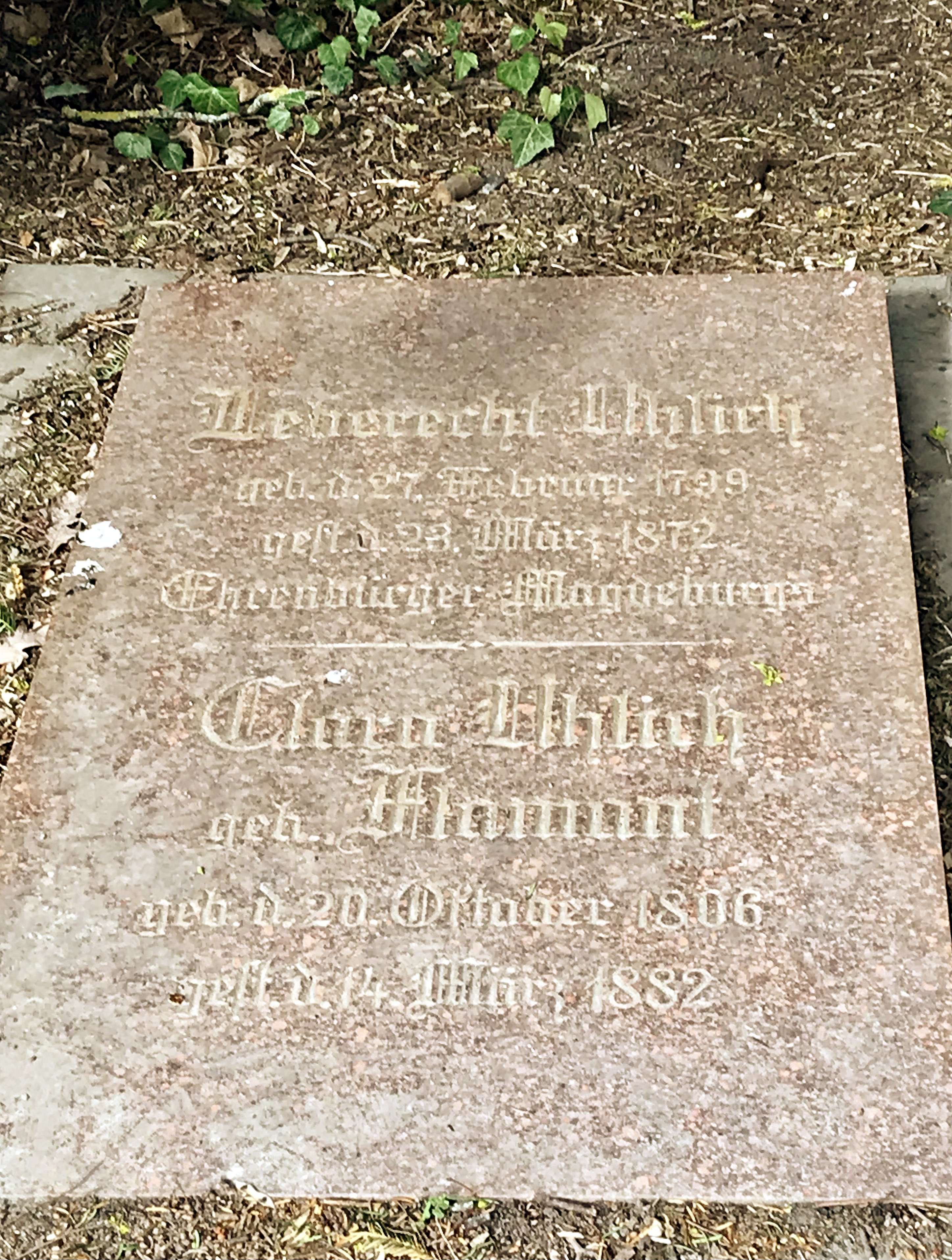
Grabstätte von Leberecht Uhlich

Seine Beisetzung fand auf dem Magdeburger Nordfriedhof neben vielen Magdeburger Würdenträgern statt. Die Stadt Magdeburg benannte ihm zu Ehren eine Straße als Uhlichstraße.

## Werke (Auswahl)
- Bekenntnisse, 1845
- Zehn Jahre in Magdeburg 1845–1855, 1855
- Handbüchlein der freien Religion, 1859
- Briefe über freie Religion. Selbstverl. u. a., Köln 1865 (Digitalisierte Ausgabe der Universitäts- und Landesbibliothek Düsseldorf)
- Sein Leben von ihm selbst beschrieben, 1872